# Hubert Rambach
Hubert Rambach (Waldkirch, 21 juni 1922) is een Duits componist.

## Levensloop
Rambach kreeg zijn eerste muzieklessen aan de muziekschool te Waldkirch (Breisgau). Verder studeerde hij aan de Hochschule für Musik Trossingen in Trossingen. In zijn vrije tijd schrijft hij werken voor harmonieorkest. 

## Composities

### Werken voor harmonieorkest
- 1944 Heia Safari
- 1954 Hoch Kastelburg
- 1968 Eldorado
- 1974 Mein Buchholz, feestelijke mars